# 卡米拉卡區
17°16′06″S 70°22′49″W / 17.2684°S 70.3803°W
卡米拉卡區（西班牙語：Distrito de Camilaca），是秘魯的一個區，位於該國南部塔克納大區的坎達拉韋省，始建於1988年9月6日，面積518.7平方公里，海拔高度3,350米，2005年人口1,896，人口密度每平方公里3.7人。